# Gruppo Dassault

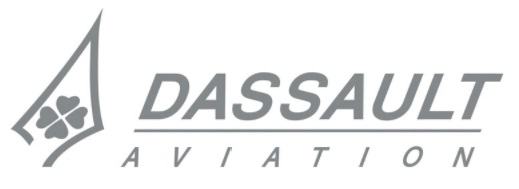
Logo di Dassault Aviation

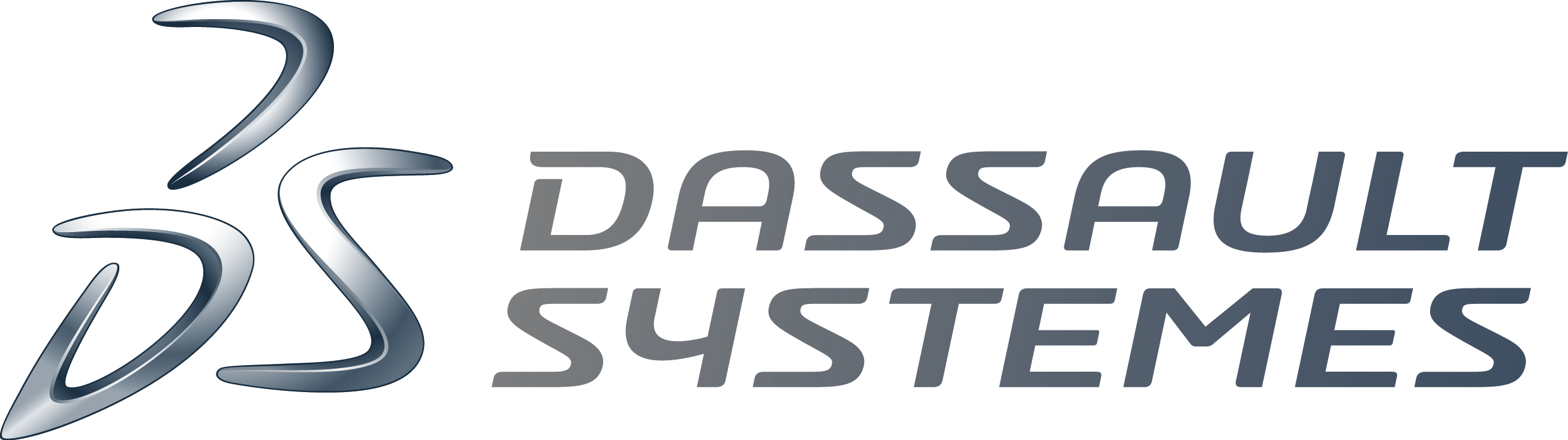
Logo di Dassault Systèmes

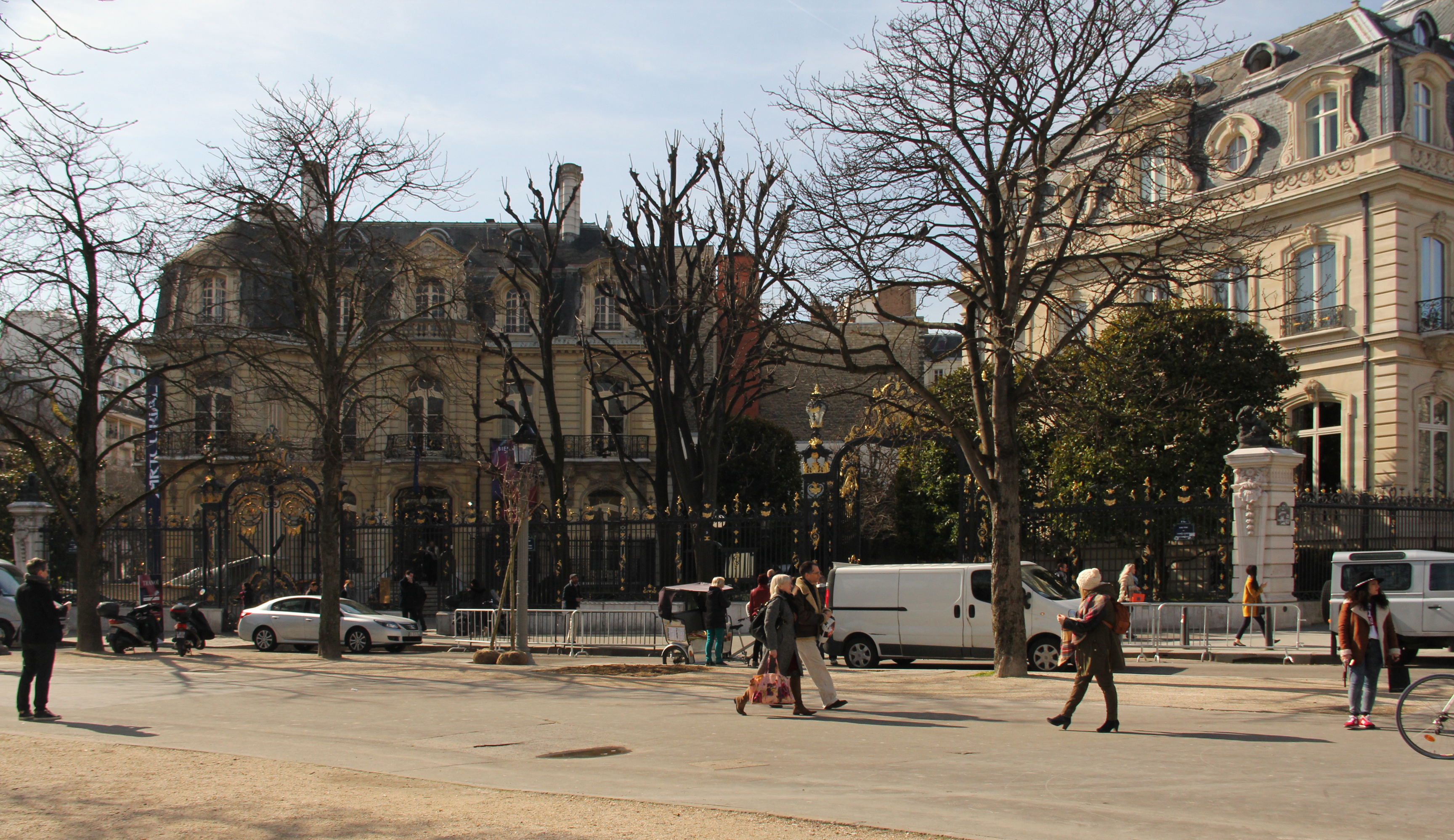
A sinistra l'Hôtel d'Espeyran (nº 7), sede di Artcurial e a destra l'Hôtel du Rond-Point (nº 9), sede del GIM Dassault

Il Groupe industriel Marcel Dassault (Gruppo industriale Marcel Dassault), o abbreviato GIM Dassault o Groupe Dassault, è una holding di società basate in Francia, appartenenti alla famiglia Dassault e diretta fino alla sua scomparsa nel 2018 da Serge Dassault, essa porta il nome del fondatore Marcel Dassault.

## Partecipazioni
Filiali del gruppo
- Dassault Aviation (ISIN: FR0000121725; 62,17%)[4]
  -  Dassault Falcon Jet Corp. (100%)
  -  Dassault Falcon Service (100%)
  -  Dassault Procurement Services (100%)
  -  Sogitec Industries (100%)
  -  Thales (ISIN: FR0000121329; 24,70%)
- SABCA (ISIN: BE0003654655; 53,28%)
- Dassault Systèmes (ISIN: FR0000130650; 40,87%)
- Groupe Figaro (100%)
- Immobilière Dassault (ISIN: FR0000033243; 59,71%)
- Dassault Wine Estates (ex Château Dassault) (100%)
- Artcurial (100%)

Partecipazioni minori
- Rubis (ISIN: FR0000121253; 5,20%)
- BioMérieux (ISIN: FR0010096479; 5,10%)